# Sẻ bụi đen
Saxicola caprata là một loài chim trong họ Muscicapidae.